# Ryczołek
Ryczołek es un pueblo de Polonia, en Mazovia.  Se encuentra en el distrito (Gmina) de Kałuszyn, perteneciente al condado (Powiat) de Mińsk. Se encuentra aproximadamente 5 km al suroeste de Kałuszyn, a 14 km al este de Mińsk Mazowiecki, y a 53 km  al este de Varsovia. Su población es de 140 habitantes.
Entre 1975 y 1998 perteneció al voivodato de Siedlce.